# Кримська обласна рада депутатів трудящих XI скликання
Кримська обласна рада депутатів трудящих одинадцятого скликання — представничий орган Кримської області у 1967—1969 роках.
Нижче наведено список депутатів Кримської обласної ради 11-го скликання, обраних 12 березня 1967 року в загальних та особливих округах. Всього до Кримської обласної ради 11-го скликання було обрано 163 депутати по відкритих округах. Депутатів, обраних по закритих військових округах, у пресі не публікували.
| Прізвище, ім'я, по-батькові          | Місто чи район           | Виборчий округ | Посада | Примітки |
| ------------------------------------ | ------------------------ | -------------- | --- | -------- |
| Алейникова Ніна Йосипівна            | Сімферополь              | № 28           | начальник заводу жорстких шкіряних виробів Сімферопольського шкіряно-взуттєвого комбінату імені Дзержинського |          |
| Амелькович Віра Григорівна           | Севастополь              | № 150          | доцент кафедри вищої математики Севастопольського приладобудівного інституту                                  |          |
| Амосяцька Галина Михайлівна          | Білогірський район       | № 77           | бригадир овочівницької бригади колгоспу «Росія»                                                               |          |
| Арсієнко Неля Іванівна               | Сімферополь              | № 29           | ткаля Сімферопольської ткацької фабрики                                                                       |          |
| Барановський Василь Васильович       | Севастополь              | № 148          | голова Кримської обласної ради професійних спілок                                                             |          |
| Барибкіна Неоніла Георгіївна         | Севастополь              | № 145          | крейдувальниця Севастопольської швейної фабрики                                                               |          |
| Бернацький Микола Іванович           | Красногвардійський район | № 96           | голова колгоспу «Україна»                                                                                     |          |
| Бескровний Володимир Сергійович      | Сімферополь              | № 36           | машиніст локомотива Сімферопольського локомотивного депо                                                      |          |
| Біла Олександра Іванівна             | Нижньогірський район     | № 110          | майстер-швачка Нижньогірського районного комбінату побутового обслуговування                                  |          |
| Білолипецька Тамара Степанівна       | Сімферополь              | № 34           | бригадир Сімферопольської швейної фабрики імені Крупської                                                     |          |
| Бірюкова Галина Дем'янівна           | Севастополь              | № 159          | токар Севастопольського приладобудівного заводу                                                               |          |
| Бобашинський Володимир Олександрович | Сімферополь              | № 27           | редактор газети «Кримська правда»                                                                             |          |
| Богдашкін Павло Іванович             | Чорноморський район      | № 139          | голова Чорноморського райвиконкому                                                                            |          |
| Бондаренко Віктор Гаврилович         | Сімферополь              | № 42           | бригадир будівельного управління № 1 тресту «Сімферопольпромбуд»                                              |          |
| Бородін Віталій Германович           | Євпаторія                | № 12           | слюсар Євпаторійського ремонтного заводу                                                                      |          |
| Борщева Алла Йосипівна               | Керч                     | № 25           | зварниця Керченського заводу будівельних матеріалів                                                           |          |
| Братищенко Максим Євдокимович        | Бахчисарайський район    | № 73           | робітник радгоспу «Ароматний»                                                                                 |          |
| Варичев Михайло Якович               | Алушта                   | № 1            | голова Алуштинського міськвиконкому                                                                           |          |
| Вершков Дмитро Дементійович          | Феодосія                 | № 49           | голова Феодосійського міськвиконкому                                                                          |          |
| Войтович Євдокія Степанівна          | Сімферополь              | № 39           | електрослюсар-приладист Сімферопольської ДРЕС імені Леніна                                                    |          |
| Володько Ніна Володимирівна          | Совєтський район         | № 138          | робітниця радгоспу імені Симиренка                                                                            |          |
| Волосенко Олександра Володимирівна   | Феодосія                 | № 57           | бригадир-виноградар радгоспу «Коктебель»                                                                      |          |
| Волосович Валентина Яківна           | Керч                     | № 18           | рибороздільниця Керченського рибоконсервного заводу                                                           |          |
| Вороніна Валентина Григорівна        | Сімферопольський район   | № 133          | агроном колгоспу імені Леніна                                                                                 |          |
| Гармаш Микола Данилович              | Роздольненський район    | № 117          | старший чабан радгоспу «Роздольненський»                                                                      |          |
| Гетьман Олександра Павлівна          | Сімферопольський район   | № 130          | бригадир-птахівник птахофабрики «Південна»                                                                    |          |
| Головенко Лідія Дмитрівна            | Ленінський район         | № 104          | свинарка колгоспу імені Фрунзе                                                                                |          |
| Гончаренко Ніна Миколаївна           | Красногвардійський район | № 94           | бригадир садівницької бригади колгоспу «Дружба народів»                                                       |          |
| Гржибовський Микола Гілярович        | Бахчисарайський район    | № 69           | бригадир садівницької бригади радгоспу імені Чкалова                                                          |          |
| Грошев Олексій Семенович             | Севастополь              | № 161          | керуючий Балаклавського рудоуправління імені Горького                                                         |          |
| Гульчак Борис Миколайович            | Совєтський район         | № 137          | секретар Кримського обласного комітету КПУ                                                                    |          |
| Гуменюк Любов Іванівна               | Чорноморський район      | № 140          | зоотехнік колгоспу «Шлях Леніна»                                                                              |          |
| Гуськова Ніна Павлівна               | Красногвардійський район | № 99           | ланкова-виноградар колгоспу імені Кірова                                                                      |          |
| Даниліна Євдокія Володимирівна       | Роздольненський район    | № 119          | доярка колгоспу «Батьківщина»                                                                                 |          |
| Денисенко Іван Федорович             | Севастополь              | № 142          | начальник Головного управління рибної промисловості Азово-Чорноморського басейну                              |          |
| Деркач Анатолій Петрович             | Ялта                     | № 64           | заступник голови Кримського облвиконкому                                                                      |          |
| Дмитрієва Ганна Миколаївна           | Севастополь              | № 162          | бригадир-виноградар винрадгоспу «Золота балка»                                                                |          |
| Докукін Євген Петрович               | Севастополь              | № 156          | бригадир слюсарів Севастопольських механічних майстерень                                                      |          |
| Домрачова Антоніна Степанівна        | Ленінський район         | № 108          | доярка колгоспу імені Войкова                                                                                 |          |
| Друзенок Юхим Іванович               | Ялта                     | № 65           | бригадир мулярів Ялтинського дорожньо-будівельного управління № 44                                            |          |
| Дубов Валентин Федорович             | Керч                     | № 23           | голова Керченського міськвиконкому                                                                            |          |
| Емін Аркадій Кузьмович               | Керч                     | № 19           | 1-й секретар Керченського міського комітету КПУ                                                               |          |
| Жидких Володимир Олександрович       | Євпаторія                | № 11           | водій Євпаторійського автотранспортного об’єднання № 11063                                                    |          |
| Жучков Іван Федорович                | Бахчисарайський район    | № 74           | голова Бахчисарайського райвиконкому                                                                          |          |
| Зайцев Михайло Сергійович            | Сакський район           | № 120          | голова Сакського райвиконкому                                                                                 |          |
| Захаров Віталій Федорович            | Севастополь              | № 151          | начальник Кримського обласного управління охорони громадського порядку                                        |          |
| Захар'ян Левон Калустович            | Джанкойський район       | № 83           | голова колгоспу «Заповіт Леніна»                                                                              |          |
| Іванін Леонід Якович                 | Бахчисарайський район    | № 70           | начальник Кримського обласного управління меліорації і водного господарства                                   |          |
| Івановський Георгій Васильович       | Красногвардійський район | № 98           | начальник Кримського обласного управління культури                                                            |          |
| Івасенко Ніна Макарівна              | Сімферополь              | № 45           | робітниця Сімферопольського консервного заводу імені Кірова                                                   |          |
| Ільїн Віктор Іванович                | Красногвардійський район | № 97           | голова колгоспу імені Леніна                                                                                  |          |
| Кадулін Іван Степанович              | Нижньогірський район     | № 112          | голова Нижньогірського райвиконкому                                                                           |          |
| Кайоткін В'ячеслав Миколайович       | Сімферопольський район   | № 128          | голова Сімферопольського райвиконкому                                                                         |          |
| Калиниченко Віра Борисівна           | Ялта                     | № 66           | бригадир-виноградар винрадгоспу «Лівадія»                                                                     |          |
| Камінський Іван Олександрович        | Севастополь              | № 149          | водій автоколони № 2203 міста Севастополя                                                                     |          |
| Кирін Георгій Семенович              | Роздольненський район    | № 118          | голова Роздольненського райвиконкому                                                                          |          |
| Классова Олександра Панасівна        | Сімферополь              | № 43           | укладальниця Сімферопольського електротехнічного заводу                                                       |          |
| Коваленко Дмитро Дмитрович           | Нижньогірський район     | № 111          | голова Кримського обласного об’єднання «Сільгосптехніка»                                                      |          |
| Коваль Лідія Іванівна                | Сімферополь              | № 32           | брошурувальниця газетного видавництва і типографії Кримського обкому КПУ                                      |          |
| Ковальова Зінаїда Кирилівна          | Бахчисарайський район    | № 72           | головний агроном колгоспу «Україна»                                                                           |          |
| Коноваленко Михайло Михайлович       | Сакський район           | № 126          | завідувач відділу організаційно-партійної роботи Кримського обласного комітету КПУ                            |          |
| Корень Віра Федорівна                | Бахчисарайський район    | № 75           | завідувач навчальної частини Бахчисарайської середньої школи № 1                                              |          |
| Корнєєв Микола Іванович              | Севастополь              | № 160          | прокурор Кримської області                                                                                    |          |
| Король Іван Овксентійович            | Ялта                     | № 67           | голова Ялтинського міськвиконкому                                                                             |          |
| Коснирьова Олена Григорівна          | Євпаторія                | № 14           | пекар Євпаторійського хлібокомбінату                                                                          |          |
| Костильова Ніна Терентіївна          | Сімферополь              | № 41           | бригадир малярів будівельного управління № 7 тресту «Сімферопольпромбуд»                                      |          |
| Коструб Віра Гордіївна               | Севастополь              | № 143          | слюсар Севастопольських арматурних майстерень                                                                 |          |
| Коченова Людмила Петрівна            | Джанкой                  | № 7            | оглядач-ремонтник вагонного депо станції Джанкой                                                              |          |
| Кругляк Ніна Михайлівна              | Ленінський район         | № 106          | агроном-виноградар колгоспу імені 1 Травня                                                                    |          |
| Кружко Ганна Степанівна              | Красноперекопський район | № 102          | доярка радгоспу «Воїнський»                                                                                   |          |
| Кузнєцов Сергій Миколайович          | Ленінський район         | № 107          | голова Ленінського райвиконкому                                                                               |          |
| Кузнєцова Валентина Іванівна         | Сімферополь              | № 46           | слюсар-монтажник Сімферопольського електромашинобудівного заводу                                              |          |
| Куліпанова Вероніка Миколаївна       | Сімферополь              | № 44           | декан історико-філологічного факультету Кримського педагогічного інституту                                    |          |
| Куриньов Яків Павлович               | Керч                     | № 22           | бригадир Керченського риболовецького колгоспу імені Леніна                                                    |          |
| Куришев Олександр Іванович           | Сімферопольський район   | № 135          | голова Кримської обласної планової комісії                                                                    |          |
| Кух Ганна Микитівна                  | Сімферопольський район   | № 127          | оператор бройлерної фабрики радгосп «Червоний»                                                                |          |
| Кучерук Микола Ілліч                 | Євпаторія                | № 8            | завідувач Кримського обласного відділу соціального забезпечення                                               |          |
| Кущ Раїса Іванівна                   | Сімферопольський район   | № 129          | бригадир-виноградар винрадгоспу «Виноградний»                                                                 |          |
| Лавриненко Світлана Борисівна        | Керч                     | № 26           | фрезерувальниця Керченського металургійного заводу імені Войкова                                              |          |
| Лешуков Анатолій Георгійович         | Кіровський район         | № 91           | голова правління Кримської обласної спілки споживчих товариств                                                |          |
| Лисенков Микола Трохимович           | Феодосія                 | № 54           | слюсар Феодосійського механічного заводу                                                                      |          |
| Лозицька Валентина Михайлівна        | Феодосія                 | № 53           | помічниця майстра в’язального цеху Феодосійської панчішної фабрики                                            |          |
| Лозовий Михайло Панасович            | Сімферополь              | № 40           | голова Сімферопольського міськвиконкому                                                                       |          |
| Лук'янова Олена Семенівна            | Феодосія                 | № 51           | купажистка Феодосійської тютюнової фабрики                                                                    |          |
| Макєєв Андрій Іванович               | Сімферополь              | № 47           | начальник Кримського обласного управління торгівлі                                                            |          |
| Макухін Олексій Наумович             | Керч                     | № 17           | 2-й секретар Кримського обласного комітету КПУ                                                                |          |
| Мамонтова Ксенія Борисівна           | Ленінський район         | № 109          | голова колгоспу імені XIX партз’їзду                                                                          |          |
| Мартиненко Сергій Олександрович      | Сакський район           | № 121          | апаратник Сакського хімічного заводу                                                                          |          |
| Махнаков Іван Архипович              | Сакський район           | № 122          | голова колгоспу «Шлях до комунізму»                                                                           |          |
| Мельниченко Людмила Федорівна        | Білогірський район       | № 76           | майстер цеху плодопереробки Білогірського районного харчового комбінату                                       |          |
| Мецов Петро Георгійович              | Ялта                     | № 58           | завідувач Кримського обласного відділу охорони здоров’я                                                       |          |
| Миронець Микола Григорович           | Ялта                     | № 61           | редактор «Курортної газети»                                                                                   |          |
| Мисов Леонід Дмитрович               | Євпаторія                | № 9            | голова Євпаторійського міськвиконкому                                                                         |          |
| Мишкін Петро Андрійович              | Білогірський район       | № 80           | бригадир садівницької бригади радгоспу «Передгір’я»                                                           |          |
| Мірошниченко Володимир Миколайович   | Білогірський район       | № 79           | голова Білогірського райвиконкому                                                                             |          |
| Мойсеєв Микола Андрійович            | Первомайський район      | № 114          | 1-й заступник голови Кримського облвиконкому                                                                  |          |
| Мордвинов Василь Михайлович          | Бахчисарайський район    | № 71           | голова колгоспу імені Леніна                                                                                  |          |
| Муратов Василь Дмитрович             | Красноперекопський район | № 100          | бригадир комплексної бригади будівельного управління № 50 тресту «Перекопхімбуд»                              |          |
| Назаренко Ганна Яківна               | Євпаторія                | № 13           | бригадир Євпаторійської фабрики індивідуального пошиття і ремонту одягу                                       |          |
| Низовий Іван Никонович               | Феодосія                 | № 55           | завідувач відділу комунального господарства Кримського облвиконкому                                           |          |
| Ончурова Раїса Михайлівна            | Джанкой                  | № 5            | верстатниця деревообробного цеху Джанкойського машинобудівного заводу                                         |          |
| Осипов Анатолій Семенович            | Первомайський район      | № 116          | голова Первомайського райвиконкому                                                                            |          |
| Павлов Михайло Федорович             | Сімферополь              | № 30           | слюсар-лекальник Сімферопольського машинобудівного заводу                                                     |          |
| Падалка Марія Панасівна              | Сакський район           | № 123          | бригадир-овочівник держплемзаводу «Чорноморський»                                                             |          |
| Панченко Яків Павлович               | Севастополь              | № 154          | голова Кримського обласного суду                                                                              |          |
| Панюк Лариса Миколаївна              | Керч                     | № 15           | рибообробниця Керченського рибокомбінату                                                                      |          |
| Парамєєв Володимир Васильович        | Джанкой                  | № 4            | голова Джанкойського міськвиконкому                                                                           |          |
| Петриченко Андрій Іванович           | Білогірський район       | № 78           | бригадир тютюнницької бригади колгоспу «За мир»                                                               |          |
| Пехенько Олександра Іванівна         | Ялта                     | № 68           | роздільниця риби Ялтинського рибокомбінату                                                                    |          |
| Планетов Семен Олександрович         | Кіровський район         | № 92           | голова Кіровського райвиконкому                                                                               |          |
| Політицька Зінаїда Василівна         | Феодосія                 | № 52           | бракувальниця Феодосійського пиво-безалкогольного заводу                                                      |          |
| Поляков Володимир Сергійович         | Сімферополь              | № 37           | технолог ливарного цеху Сімферопольського заводу продовольчого машинобудування імені Куйбишева                |          |
| Попов Геннадій Васильович            | Керч                     | № 21           | старший агломератник Керченського залізорудного комбінату                                                     |          |
| Почегайло Марія Кирилівна            | Первомайський район      | № 115          | доярка колгоспу «Росія»                                                                                       |          |
| Прилепська Валентина Іллівна         | Керч                     | № 24           | голова Ленінського райвиконкому міста Керчі                                                                   |          |
| П'янков Федір Олександрович          | Алушта                   | № 2            | завідувач фінансового відділу Кримського облвиконкому                                                         |          |
| П'яткін Кирило Дмитрович             | Сімферополь              | № 35           | завідувач кафедри мікробіології Кримського медичного інституту                                                |          |
| Радченко Михайло Іванович            | Джанкойський район       | № 81           | голова Джанкойського райвиконкому                                                                             |          |
| Рак Михайло Михайлович               | Совєтський район         | № 136          | голова Совєтського райвиконкому                                                                               |          |
| Ревкін Михайло Васильович            | Сімферополь              | № 38           | 1-й секретар Сімферопольського міського комітету КПУ                                                          |          |
| Решетинський Павло Володимирович     | Ялта                     | № 60           | водій Ялтинського автотранспортного підприємства № 11122                                                      |          |
| Рибалко Ніна Захарівна               | Сакський район           | № 125          | бригадир-овочівник Прибережненського радгоспу-технікуму                                                       |          |
| Рижкова Маргарита Олександрівна      | Євпаторія                | № 10           | заступниця головного лікаря Євпаторійської міської лікарні                                                    |          |
| Ростовська Світлана Іванівна         | Сімферополь              | № 31           | робітниця Сімферопольської взуттєво-галантерейної фабрики                                                     |          |
| Руденко Надія Іллівна                | Красноперекопський район | № 101          | ланкова-рисівник радгоспу «П’ятиозерний»                                                                      |          |
| Руднєва Валентина Василівна          | Алушта                   | № 3            | бригадир садово-виноградарської бригади радгоспу «Алушта»                                                     |          |
| Рябицева Пелагія Іванівна            | Кіровський район         | № 89           | електрозварниця Старокримського заводу залізобетонних виробів                                                 |          |
| Самойлов Олександр Іванович          | Джанкойський район       | № 85           | бригадир комплексної бригади колгоспу «Перемога»                                                              |          |
| Самохіна Олександра Федорівна        | Кіровський район         | № 88           | ланкова виноградарської ланки колгоспу «Україна»                                                              |          |
| Сахаров Юрій Іванович                | Сімферополь              | № 48           | секретар Кримського облвиконкому                                                                              |          |
| Селіванова Ніна Федорівна            | Севастополь              | № 163          | голова Балаклавського райвиконкому міста Севастополя                                                          |          |
| Семенчук Василь Леонтійович          | Джанкойський район       | № 84           | заступник голови Кримського облвиконкому                                                                      |          |
| Семихіна Раїса Антонівна             | Чорноморський район      | № 141          | доярка радгоспу «Каракуль»                                                                                    |          |
| Сенкевич Тимофій Прокопович          | Джанкой                  | № 6            | начальник управління Кримканалбуду                                                                            |          |
| Сердюк Микола Кузьмович              | Ленінський район         | № 105          | начальник Кримського обласного управління сільського господарства                                             |          |
| Сєнічкіна Ольга Марківна             | Нижньогірський район     | № 113          | головний агроном колгоспу імені Войкова                                                                       |          |
| Сидорова Леокадія Сергіївна          | Севастополь              | № 144          | головний хірург Севастопольського міського відділу охорони здоров’я                                           |          |
| Скороходов Олексій Васильович        | Красногвардійський район | № 93           | токар Красногвардійського районного об’єднання «Сільгосптехніка»                                              |          |
| Слизовський Леонід Макарович         | Феодосія                 | № 56           | бригадир-виноградар винрадгоспу «Судак»                                                                       |          |
| Смоленський Віктор Леонідович        | Сімферопольський район   | № 134          | тракторист колгоспу імені Жданова                                                                             |          |
| Солодовник Леонід Дмитрович          | Севастополь              | № 157          | секретар Кримського обласного комітету КПУ                                                                    |          |
| Стенковий Павло Макарович            | Севастополь              | № 147          | голова Севастопольського міськвиконкому                                                                       |          |
| Степаненко Галина Степанівна         | Красногвардійський район | № 95           | колгоспниця садівницької бригади колгоспу імені Калініна                                                      |          |
| Ступицький Іван Петрович             | Севастополь              | № 146          | 1-й секретар Кримського обласного комітету ЛКСМУ                                                              |          |
| Табота Віктор Васильович             | Севастополь              | № 158          | тесля будівельного управління № 42 тресту «Севастопольбуд»                                                    |          |
| Титова Клавдія Іванівна              | Севастополь              | № 155          | токар Севастопольських механічних майстерень                                                                  |          |
| Тішин Михайло Леонтійович            | Ялта                     | № 62           | секретар Кримського обласного комітету КПУ                                                                    |          |
| Туркалова Раїса Сергіївна            | Сімферопольський район   | № 132          | робітниця радгоспу «Перевальний»                                                                              |          |
| Устенко Клавдія Кирилівна            | Джанкойський район       | № 87           | доярка колгоспу «Росія»                                                                                       |          |
| Федоренко Марія Олексіївна           | Севастополь              | № 153          | провідниця пасажирських вагонів залізничної станції Севастополь                                               |          |
| Філіппов Федір Дмитрович             | Джанкойський район       | № 86           | бригадир комплексної бригади колгоспу «Україна»                                                               |          |
| Цвєтков Василь Олександрович         | Феодосія                 | № 50           | моторист Феодосійської електростанції морського порту                                                         |          |
| Чарська Ніна Василівна               | Керч                     | № 20           | алмазниця Керченського склотарного заводу                                                                     |          |
| Чемодуров Трохим Миколайович         | Сімферополь              | № 33           | голова Кримського облвиконкому                                                                                |          |
| Чубаркіна Тамара Олексіївна          | Ялта                     | № 63           | заступник директора з медичної частини санаторію «Нижня Ореанда»                                              |          |
| Чуприна Петро Сергійович             | Керч                     | № 16           | начальник Кримського управління рибної промисловості                                                          |          |
| Шаповалова Олена Василівна           | Сакський район           | № 124          | завідувачка молочнотоварної ферми колгоспу «Світанок»                                                         |          |
| Шевцова Пелагія Логинівна            | Ялта                     | № 59           | старший електромеханік телеграфу Ялтинського міського вузла зв’язку                                           |          |
| Шевченко Валентина Никифорівна       | Кіровський район         | № 90           | бригадир садівничої бригади винрадгоспу «Старокримський»                                                      |          |
| Шишкова Зінаїда Федорівна            | Джанкойський район       | № 82           | ланкова-овочівник колгоспу імені XXI з’їзду КПРС                                                              |          |
| Шляєв Михайло Федорович              | Красноперекопський район | № 103          | голова Красноперекопського райвиконкому                                                                       |          |
| Штикало Федір Єфремович              | Сімферопольський район   | № 131          | завідувач Кримського обласного відділу народної освіти                                                        |          |
| Яворська Євгенія Павлівна            | Севастополь              | № 152          | водій тролейбуса Севастопольського тролейбусного управління                                                   |          |

24 березня 1967 року відбулася 1-а сесія Кримської обласної ради депутатів трудящих 11-го скликання. Головою виконкому обраний Чемодуров Трохим Миколайович; першим заступником голови виконкому — Мойсеєв Микола Андрійович;  заступниками голови виконкому — Деркач Анатолій Петрович,  Семенчук Василь Леонтійович; секретарем облвиконкому — Сахаров Юрій Іванович.
Членами виконкому ради обрані: Білолипецька Тамара Степанівна, Гарматько Іван Миколайович, Грошев Олексій Семенович, Деркач Анатолій Петрович, Захаров Віталій Федорович, Куришев Олександр Іванович,  Лозовий Михайло Панасович, Мойсеєв Микола Андрійович, П'янков Федір Олександрович, Сахаров Юрій Іванович, Семенчук Василь Леонтійович, Сердюк Микола Кузьмович, Чемодуров Трохим Миколайович.
Головами комісій Кримської обласної Ради депутатів трудящих обрані: мандатної — Коноваленко Михайло Михайлович, планово-бюджетної — Кайоткін В'ячеслав Миколайович, з питань промисловості, транспорту і зв'язку — Дубов Валентин Федорович, з питань сільського господарства — Ільїн Віктор Іванович, з питань народної освіти, науки і культури — Куліпанова Вероніка Миколаївна, з питань торгівлі і побутового обслуговування населення — Мірошниченко Володимир Миколайович, з питань комунального господарства і благоустрою — Вершков Дмитро Дементійович, з питань будівництва і промисловості будівельних матеріалів — Шляєв Михайло Федорович, з питань шляхового будівництва — Парамєєв Володимир Васильович, з питань соціалістичної законності — Паламарчук Петро Тимофійович, з питань охорони здоров'я і соціального забезпечення — П'яткін Кирило Дмитрович. 
Сесія затвердила обласний виконавчий комітет у складі: голова планової комісії — Куришев Олександр Іванович, завідувач відділу народної освіти — Штикало Федір Єфремович, завідувач відділу охорони здоров'я —Мецов Петро Георгійович, завідувач фінансового відділу— П'янков Федір Олександрович,  завідувач відділу соціального забезпечення — Кучерук Микола Ілліч, завідувач відділу комунального господарства —Низовий Іван Никонович, завідувач трудових ресурсів — Максименко М.К.,  завідувач організаційно-інструкторського відділу — Татарников Олексій Ілліч, завідувач архівного відділу — Бєлікова Олександра Дем'янівна, завідувач загального відділу — Левченко Григорій Федорович, начальник відділу у справах будівництва і архітектури — Мелік-Парсаданов Віктор Паруйрович, начальник управління охорони громадського порядку — Захаров Віталій Федорович, начальник управління сільського господарства — Сердюк Микола Кузьмович, начальник управління меліорації і водного господарства — Іванін Леонід Якович, начальник управління торгівлі — Макєєв Андрій Іванович, начальник управління місцевої промисловості — Зав'ялов Петро Михайлович, начальник управління побутового обслуговування населення — Смородін Григорій Іванович, начальник управління професійно-технічної освіти — Овдієнко Микола Андрійович, начальник управління культури — Івановський Георгій Васильович, начальник управління кінофікації — Кожухов Петро Пантелійович, начальник виробничо-технічного управління зв'язку – Проскурін Іван Прокопович, начальник управління з преси — Клязника Володимир Єгорович, начальник управління харчової промисловості — Раєвський Д.І., начальник управління лісового господарства і лісозаготівель — Андроновський Олександр Ілліч, начальник управління капітального будівництва — Усик Аркадій Михайлович, начальник управління будівництва та експлуатації автомобільних доріг — Строков Я.А., начальник управління постачання і збуту — Бєлоконь Панас Микитович, голова комітету народного контролю — Гарматько Іван Миколайович. 